# Eduardo Palomo
Eduardo Estrada Palomo (Ciudad de México, 13 de mayo de 1962-Los Ángeles, 6 de noviembre de 2003), conocido artísticamente como Eduardo Palomo, fue un actor mexicano.

## Primeros años
Eduardo Estrada Palomo nació el 13 de mayo de 1962 en la Ciudad de México. Sus padres fueron Jesús Estrada y Julia Palomo, quienes se divorciaron cuando Eduardo era muy pequeño. El divorcio de sus padres significó un duro golpe para él. La ausencia de su padre marcó muchos aspectos de su vida y llegó a considerar que su abandono le había ocasionado «sentimientos de inseguridad». Tuvo un hermano llamado Jesús, quien era dos años mayor que él y a quien Palomo se refería como «un gran compañero de vida».
Estudió en el Instituto Juventud y más tarde inició una carrera como diseñador gráfico en la Universidad Nacional Autónoma de México (UNAM). Sin embargo, optó por continuar con el canto, el baile y la actuación, con los cuales ya había experimentado en el teatro cuando era adolescente.

## Carrera
En sus inicios, Palomo comenzó sus estudios donde aprendió canto, baile y expresión corporal en el Instituto Andrés Soler, donde aprendió actuación bajo la enseñanza de Julio Castillo. En 1974, Palomo debutó en el teatro con la obra Los 10 mandamientos y, un año después, participó en la obra infantil Mi dulce sueño. Su trabajo dentro del teatro abarcó un total de quince producciones, entre ellas Réquiem a Mozart, Complacencias, Sugar y Enemigo de clase.
En 1982 tuvo sus primeros papeles como actor participando en las telenovelas Por amor, Lo que el cielo no perdona (1982, también conocida como Lo que el amor no perdona) y Mañana es primavera (1982), además de aparecer en el programa cómico No empujen (1982) y en el filme Sin privilegios (1982), el cual marco su debut en películas. En 1983, participó en la película Líneas cruzadas (1983) y apareció en el programa Videocosmos. En 1984, participó en la telenovela Eclipse (1984) y fue invitado en el programa de comedia Cachún cachún ra ra!. Continuó su carrera en 1985 apareciendo en las telenovelas Juana Iris y El ángel caído.
En 1991 protagonizó junto con Mariana Levy la telenovela "La pícara soñadora". En 1993, encontró la fama al protagonizar la telenovela Corazón salvaje, en la cual compartió créditos junto con Edith González, Ana Colchero, Ariel López Padilla y los primeros actores Claudia Islas y Enrique Lizalde.[cita requerida]
En 1993 grabó su primer y único álbum con diez canciones llamado Mover el tiempo.
En el 2003, en Hollywood, interpretó al capitán Lazareno en la serie Kingpin.[cita requerida]

## Vida personal
El 26 de noviembre de 1994, contrajo matrimonio con la actriz y cantante Carina Ricco, con quien estuvo unido hasta su muerte en el 2003. De esta unión nacieron dos hijos: Fiona Alexa, el 12 de octubre de 1998, y Luca, el 15 de octubre del 2000.[cita requerida]
Palomo fue adepto de la cienciología.

## Muerte
El 6 de noviembre del 2003, Palomo se encontraba cenando en el restaurante Lala's, ubicado en Sunset Boulevard, Los Ángeles, con un grupo de amigos, cuando sufrió un desmayo. Según un testigo en la escena, los paramédicos llegaron para auxiliarlo y después los trasladaron a un hospital. Durante 45 minutos, trataron de que volviera en sí mediante resucitación cardiopulmonar, pero los intentos fallaron y Palomo falleció a los 41 años con la hora de su muerte marcada entre las 23:00 y las 23:30. Su muerte fue a causa de un ataque al corazón, esto derivado por una cardiopatía que padecía y fue declarada como muerte por causas naturales. Su compañera en la telenovela Corazón Salvaje Edith González se mostró consternada ante lo sucedido y mandó sus condolencias a su esposa.
El 10 de noviembre, su funeral se llevó a cabo en Los Ángeles en la Iglesia de la Cienciología, donde además fue cremado. Sus cenizas fueron lanzadas al mar después de haber sido repatriadas a México.

## Filmografía

### Películas
| Año  | Título                            | Personaje                   | Notas                                                                                                 |
| ---- | --------------------------------- | --------------------------- | --- |
| 1982 | Sin privilegios                   |                             | |
| 1983 | Líneas cruzadas                   |                             | |
| 1985 | El Destructor                     |                             | |
| 1989 | Derrumbe                          | Fabián Cruz                 | |
| 1989 | Rojo amanecer                     | Luis (Estudiante Herido)    | |
| 1990 | Samuel                            |                             | Cortometraje                                                                                          |
| 1990 | Fugitivos del diablo              |                             | Telefilme                                                                                             |
| 1991 | El extensionista                  | Cruz López/el Extensionista | |
| 1991 | La mujer de Benjamín              | Leandro                     | |
| 1991 | Bandidos                          |                             | |
| 1992 | Mi querido Tom Mix                | Tom Mix                     | |
| 1992 | Gertrudis Bocanegra               | Esteban Díaz                | |
| 1992 | Serpientes y escaleras            |                             | |
| 1993 | Las mil y una aventuras del metro |                             | |
| 1999 | Crónica de un desayuno            | Juan                        | |
| 1999 | Tarzán                            | (Doblaje) Tarzán adulto     | Película de Disney                                                                                    |
| 2002 | Cojones                           | El vecino mexicano          | Cortometraje                                                                                          |
| 2003 | El misterio del Trinidad          | Juan Aguirre                | |
| 2004 | Un día sin mexicanos              | Roberto Quintana            | |
| 2006 | Está en chino                     | Cameo                       | Fue uno de los últimos trabajos de Palomo antes de fallecer, la película se grabó a mediados de 2003. |

### Televisión
| Año       | Título                       | Personaje                                 |
| --------- | ---------------------------- | ----------------------------------------- |
| 1981-1982 | Por amor                     |                                           |
| 1982      | Lo que el cielo no perdona   |                                           |
| 1982-1983 | Mañana es primavera          | Fernando                                  |
| 1984      | Eclipse                      | Fernando                                  |
| 1985-1986 | El ángel caído               | Antonio «Toño» Arvide Quijano             |
| 1985      | Juana Iris                   | Fernando                                  |
| 1986      | Cautiva                      | Enrique                                   |
| 1986-1987 | Lista negra                  | Hugo Lauri                                |
| 1987-1988 | Tal como somos               | Octavio                                   |
| 1989      | La casa al final de la calle | Claudio Juárez                            |
| 1990      | Yo compro esa mujer          | Federico Torres Landa                     |
| 1990-1991 | La fuerza del amor           | Gilberto                                  |
| 1991      | Alcanzar una estrella II     | Gabriel Loredo Muriel                     |
| 1991      | La pícara soñadora           | Alfredo Rochild/Carlos Pérez              |
| 1992      | Triángulo                    | Iván Villafranca Linares                  |
| 1993-1994 | Corazón salvaje              | Juan del Diablo/Francisco Alcázar y Valle |
| 1996      | Morir dos veces              | Comandante Esteban Pizarro                |
| 1997-1998 | Huracán                      | Ulises Medina                             |
| 2000      | Ramona                       | Alejandro de Asís                         |

| Año        | Título                       | Personaje         | Notas                                                |
| ---------- | ---------------------------- | ----------------- | ---------------------------------------------------- |
| 1982       | No empujen                   |                   |                                                      |
| 1983       | Videocosmos                  |                   |                                                      |
| 1984       | Cachún cachún ra ra!         | Invitado          |                                                      |
| 1988, 1990 | Mujer, casos de la vida real | Varios personajes |                                                      |
| 1989       | La hora marcada              | León/Eddie        | Episodios: «El reloj» y «A veces regresan»           |
| 1994       | Chespirito                   | Él mismo          | Invitado                                             |
| 2003       | Kingpin                      | Capitán Lazareno  | Miniserie                                            |
| 2003       | Arrested Development         | Everado           | Episodio: «Key Decisions» («Decisiones importantes») |

## Discografía
- Mover el tiempo (1994)

## Premios y nominaciones

### Premios Ariel
| Año  | Categoría                   | Título                   | Resultado |
| ---- | --------------------------- | ------------------------ | --------- |
| 2004 | Mejor actor                 | El misterio del Trinidad | Nominado  |
| 1992 | Mejor coactuación masculina | La mujer de Benjamín     | Ganador   |

### Premios TVyNovelas
| Año  | Categoría                  | Telenovela                   | Resultado |
| ---- | -------------------------- | ---------------------------- | --------- |
| 1994 | Mejor actor protagónico    | Corazón salvaje              | Ganador   |
| 1993 | Mejor actor protagónico    | Triángulo                    | Nominado  |
| 1992 | Mejor actor joven          | La pícara soñadora           | Nominado  |
| 1990 | Mejor revelación masculina | La casa al final de la calle | Ganador   |
| 1987 | Mejor actor joven          | Lista negra                  | Nominado  |
| 1986 | Mejor actor joven          | El ángel caído               | Nominado  |

### Premios El Heraldo de México
| Año  | Categoría                 | Telenovela      | Resultado |
| ---- | ------------------------- | --------------- | --------- |
| 1994 | Mejor actor en televisión | Corazón salvaje | Ganador   |

### Premios ACE
| Año  | Categoría   | Telenovela      | Resultado |
| ---- | ----------- | --------------- | --------- |
| 1994 | Mejor actor | Corazón salvaje | Ganador   |

### Premios Eres
| Año  | Categoría           | Telenovela         | Resultado |
| ---- | ------------------- | ------------------ | --------- |
| 1994 | Mejor actor estelar | Corazón salvaje    | Ganador   |
| 1992 | Mejor actor estelar | La pícara soñadora | Ganador   |